# Hyresstrejk
En hyresstrejk är en protestaktion eller stridsåtgärd där hyresgäster låter bli att betala hyra i protest mot exempelvis höjd hyra. Ofta deponeras hyran för att sedan betalas in när konflikten är löst. 
I Sverige förekom hyresstrejker, ofta i kombination med blockad eller andra bojkottaktioner, någorlunda frekvent från 1910-talet till 1940-talet samt strax innan och under 1970-talet. En av de större konflikterna under 1930-talet var den så kallade Olskrokenkonflikten i Göteborg 1936-1937.  En  mycket uppmärksammad hyresstrejk var den som skedde hos Stiftelsen Umeås Studentbostäders hyresgäster 1972. Kulturhuset och det sociala centret Kontrapunkt gick ut i hyresstrejk 2017.
Internationellt sett ägde flera dramatiska hyresstrejker rum under 1900-talet, bland annat i Glasgow 1915 , i Barcelona 1931  samt i Sydafrika under 1980-talet.. Under 2010-talet har det förekommit uppmärksammade hyresstrejker bland brittiska studenter.